# Xà Bang
Xà Bang is een xã in het district Châu Đức, in de Vietnamese provincie Bà Rịa-Vũng Tàu. Xà Bang ligt aan de Quốc lộ 56, de weg die Quốc lộ 1A bij Long Khánh met Bà Rịa verbindt.